# Palác spravedlnosti (Bělehrad)
Palác spravedlnosti (srbsky Палата правде/Palata pravde) je sídlem řady soudů a státních zastupitelství, které se nacházejí v srbské metropoli Bělehradě. Nachází se na Sávské ulici jihozápadně od centra města. Jeho adresa je Savska 17a.
Jeho podlahová plocha činí 24 000 m2 a sídlí v něm Vyšší soud, Vyšší státní zastupitelství, Druhý obvodní soud, Druhé obvodní státní zastupitelství, Odvolací státní zastupitelství, Trestní oddělení prvního obvodního soudu, První obvodní státní zastupitelství, Třetí obvodní soud a Třetí státní zastupitelství.

## Historie
Palác je vrcholným dílem architekta Zorana Zunkoviće, profesora architektury Mihaila Živadinoviće a architekta Božidara Simoviće. Sedmipatrový palác byl budován v letech 1969 až 1973 ve stylu brutalismu. Návrh, který byl realizován, vznikl na základě první ceny architektonické soutěže, která na vznik nové stavby byla vypsána.

### Rekonstrukce
Po několika desítkách let užívání byla v druhé dekádě 21. století nezbytná rekonstrukce paláce, její plán však byl připraven v roce 2012. Rekonstrukce byla následně zahájena v roce 2016. V souvislosti s tím bylo nezbytné přesunout řadu soudů a státních zastupitelství do dalších budov po celém Bělehradu. Řada z nich zasedá dočasně v Paláci Srbska (bývalém jugoslávském sídle Svazové výkonné rady). Vzhledem k tomu, že v Bělehradu se řeší 60 % soudních případů v celém Srbsku, považuje srbská vláda rekonstrukci paláce za nezbytnou pro zlepšení podmínek v místním soudnictví. Rekonstrukce paláce je financována půjčkou ve výši 16 milionů EUR od Evropské investiční banky. Na rekonstrukci dohlíží jeden z původních architektů (Tunković) tak, aby nedošlo k přílišnému pozměnění původní koncepce stavby.

## Kultura
Časté nahlašování umístěných výbušnin v paláci bylo součástí textu písně skupiny S.A.R.S s názvem To rade z roku 2011.